# Симмонс, Рене
Рене́ Си́ммонс (англ. Renee Simons; урождённая Рене́ Ле́мке, англ. Renee Lemke; род. 18 апреля 1972, Оливер, Британская Колумбия) — канадская кёрлингистка.
Играет на позиции первого.

## Достижения
- Чемпионат мира по кёрлингу среди женщин: золото (2007), бронза (2006).
- Чемпионат Канады по кёрлингу среди женщин: золото (2006, 2007), бронза (2005).
- Кубок Канады по кёрлингу: серебро (2008), бронза (2004).
- Континентальный Кубок по кёрлингу: золото (2007), серебро (2006).

## Команды
| Сезон   | Четвёртый        | Третий       | Второй       | Первый       | Запасной                           | Турниры                                |
| ------- | ---------------- | ------------ | ------------ | ------------ | ---------------------------------- | -------------------------------------- |
| 1990—91 | Allison MacInnes | Рене Лемке   | Sarah Eden   | Джина Шредер |                                    | ЧКЮ 1991 (10 место)                    |
| 2002—03 | Келли Скотт      | Джина Шредер | Саша Бергнер | Рене Симмонс |                                    | КК 2003 (4 место)                      |
| 2003—04 | Келли Скотт      | Джина Шредер | Саша Бергнер | Рене Симмонс |                                    | КК 2004                                |
| 2004—05 | Келли Скотт      | Мишель Аллен | Саша Картер  | Рене Симмонс | Шерил Нобл тренер: Джерри Ричард   | ЧК 2005                                |
| 2005—06 | Келли Скотт      | Джина Шредер | Саша Картер  | Рене Симмонс | Мишель Аллен тренер: Джерри Ричард | КООК 2005 · ЧК 2006 · ЧМ 2006          |
| 2006—07 | Келли Скотт      | Джина Шредер | Саша Картер  | Рене Симмонс | Мишель Аллен тренер: Джерри Ричард | ККК 2006 · ЧК 2007 · ЧМ 2007           |
| 2007—08 | Келли Скотт      | Джина Шредер | Саша Картер  | Рене Симмонс | Мишель Аллен тренер: Джерри Ричард | ККК 2007 · ЧК 2008 (8 место) · КК 2008 |
| 2008—09 | Келли Скотт      | Джина Шредер | Саша Картер  | Рене Симмонс | Мишель Аллен тренер: Джерри Ричард | КООК 2009 (8 место)                    |
| 2021—22 | Мэри-Энн Арсено  | Джина Шредер | Саша Картер  | Рене Симмонс | Morgan Muise тренер: Джерри Ричард | ЧК 2022 (15 место)                     |

(скипы выделены полужирным шрифтом)

## Частная жизнь
Замужем, двое детей.